# 拉法乌·库普泰尔
拉法乌·库普泰尔（波蘭語：Rafał Kuptel，1976年4月1日—），生于伊瓦瓦，波兰手球运动员、教练。他曾代表波兰国家队参加德国举办的2007年世界男子手球锦标赛，获得一枚银牌。